# N-乙酰谷氨酸合酶

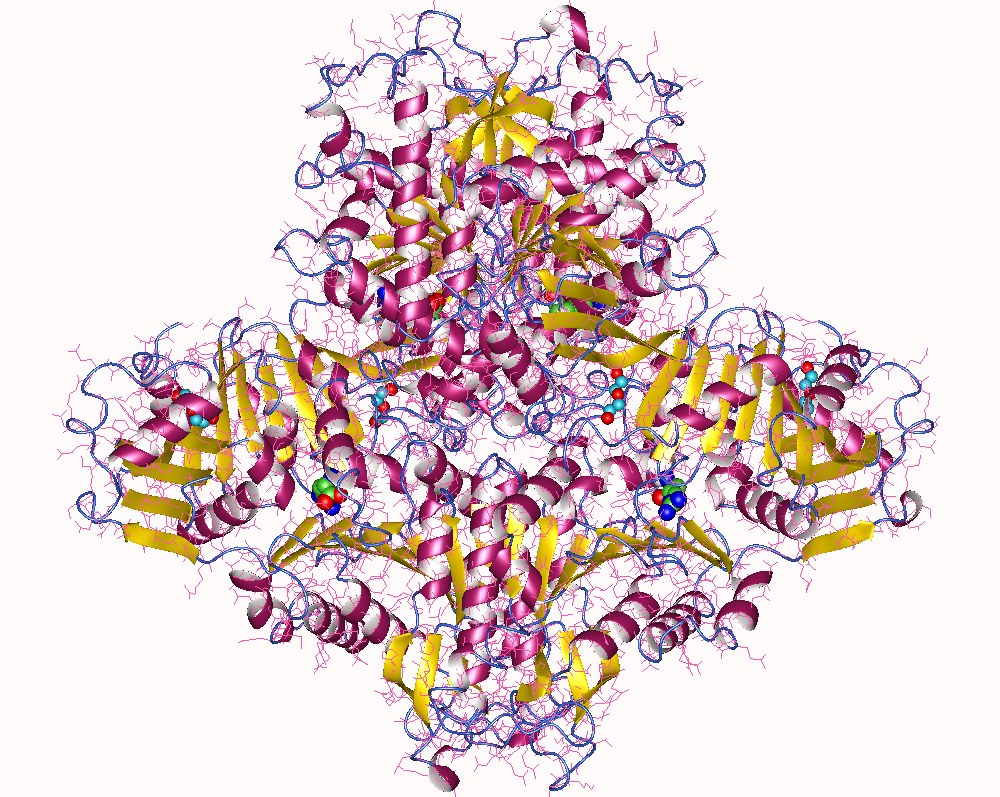

N-乙酰谷氨酸合酶（英語：N-acetylglutamate synthase）是一个催化乙酰辅酶A与谷氨酸产生N-乙酰谷氨酸的酶。
对于细菌与植物来说，此酶十分重要，因为它是合成精氨酸途径中的一种酶。
此酶对哺乳动物来说亦十分重要，因为它可以产生尿素循环所需的调控物N-乙酰谷氨酸，这种物质可以激活氨甲酰磷酸合成酶Ⅰ，后者催化尿素循环的起始步骤。

## 临床意义
编码此酶的基因若是突变，将会引起N-乙酰谷氨酸合酶缺乏症。